# 奥韦尔 (上卢瓦尔省)
奥韦尔（法語：Auvers）是法国上卢瓦尔省的一个市镇，属于布里乌德区（Brioude）潘奥尔县（Pinols）。该市镇总面积21.5平方公里，2009年时的人口为60人。

## 人口
奥韦尔人口变化图示